# Bernhardsthaler Teich
Der Bernhardsthaler Teich oder Landschaftsteich Bernhardsthal (seltener auch: Bernhardsthaler See) liegt östlich des Ortszentrums von Bernhardsthal im Nordosten Niederösterreichs. Mit einer Fläche von ca. 25 ha ist er die größte Wasserfläche des Weinviertels.
1458 werden erstmals ...teichten... bei Bernhardsthal in einem Kaufvertrag urkundlich erwähnt und 1570 werden in einem Teilungsvertrag drei Teiche genannt: Unter dem Reinthaler Teicht (Oberer Teich am westlichen Ortsende), der Kesselteicht und der untere – also der große heutige Teich Hinter dem Kirchteicht.
Während der Josefinischen Landaufnahme wurden 1787 der obere und untere Teich trockengelegt und fortan als Wiese beziehungsweise Ackerland verwendet.
Zwischen 1838 und 1839 wurden beim Bau der Nordbahn große Mengen Erdreich für den Bahndamm aus dem trockengelegten Teichgrund entnommen.
Nach Gemeinderatsbeschluss aus dem Jahre 1984 erfolgte der öffentliche Erwerb der Teichflächen durch die Gemeinde und nach umfangreichen Bauarbeiten in mehreren Abschnitten wurde der kleine (innere) Teich am 7. November 1991 und der große (äußere) Teich am 17. September 1992 geflutet.
Aufgrund notwendiger Sanierungsmaßnahmen wurde Anfang Oktober 2007 der Teich (wie schon so oft in seiner Geschichte) ausgelassen und abgefischt. Die neuerliche Beflutung erfolgte am 30. November 2008.
Der Teich wird heute vorwiegend zu Erholungszwecken genutzt.
Aber nicht nur der Teich, sondern auch die aus Ziegel gebaute Hamelbachbrücke der Nordbahn stellt eine kulturhistorische Besonderheit dar. Die Brücke mit zwei kleineren und einem größeren Bogen wurde von Carl Ritter von Ghega geplant. 2020 wurde das Hamelbachviadukt als das älteste erhaltene Bahnbauwerk Österreichs unter Denkmalschutz gestellt.

## Einzelnachweise

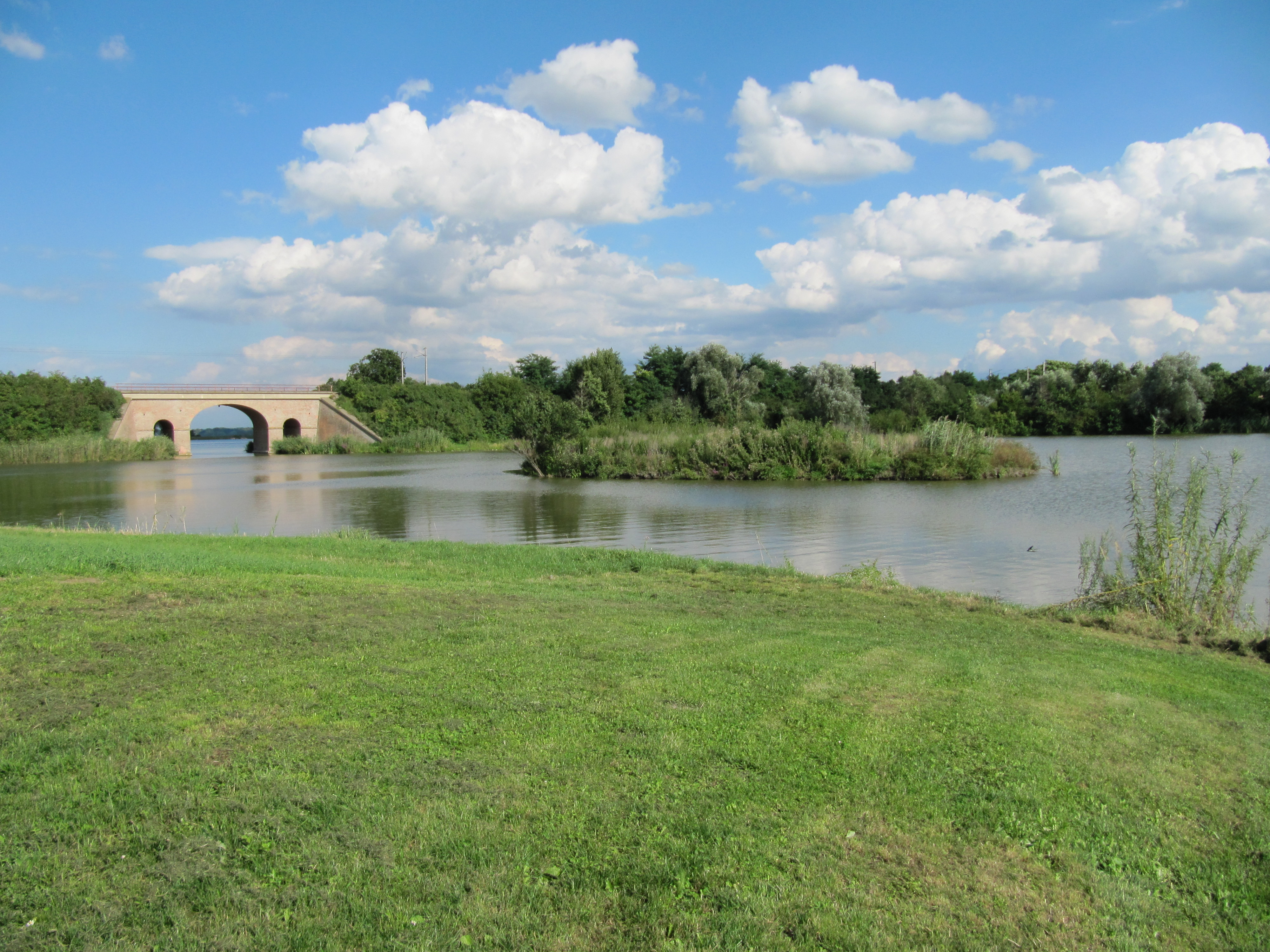
Bernhardsthaler See/Teich
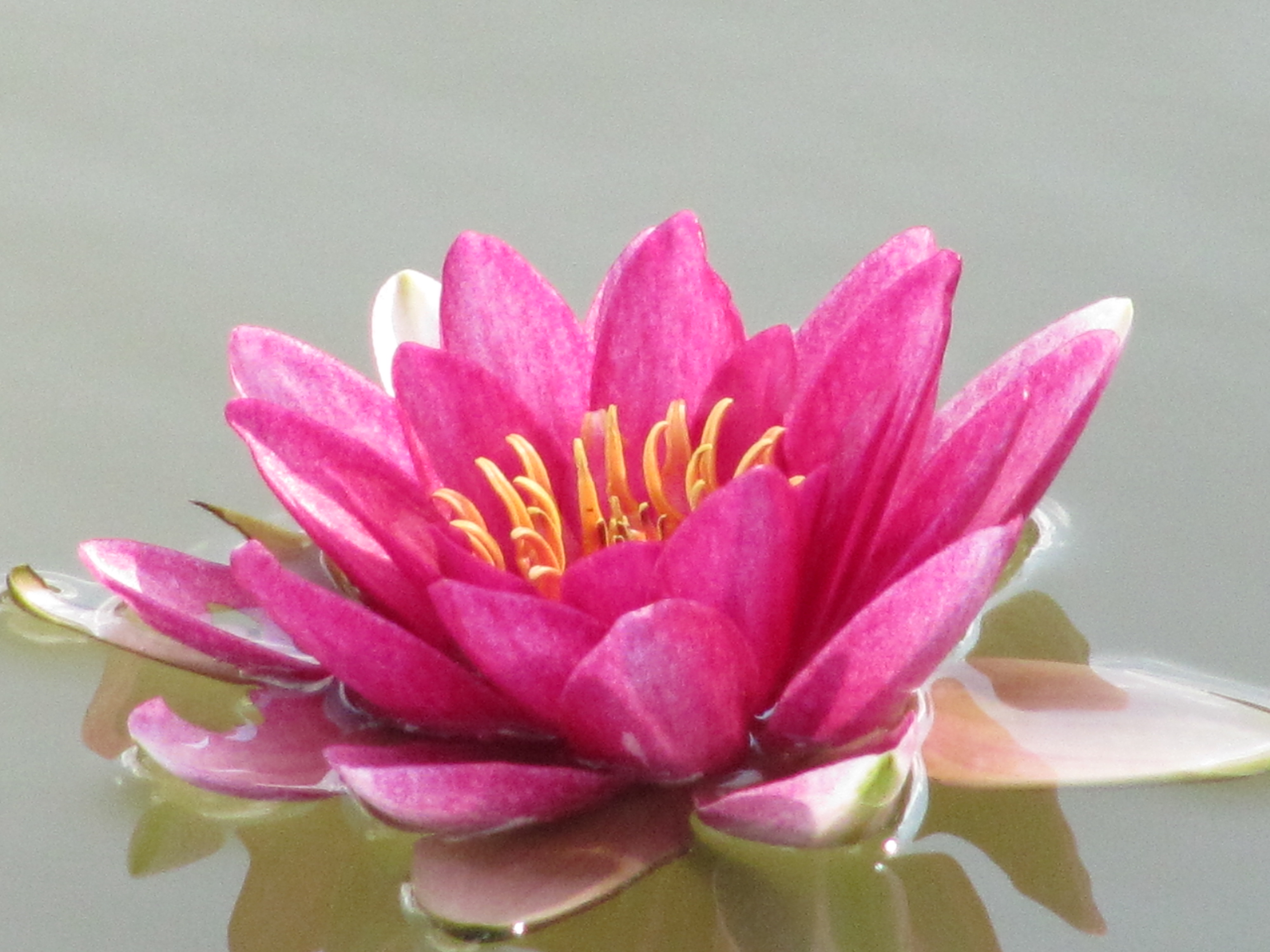
Seerose am Bernhardsthaler See/Teich